# 市庁舎舞踏会
『市庁舎舞踏会』（しちょうしゃぶとうかい、ドイツ語: Rathausball-Tänze）作品438は、ヨハン・シュトラウス2世が作曲したウィンナ・ワルツ。

## 解説

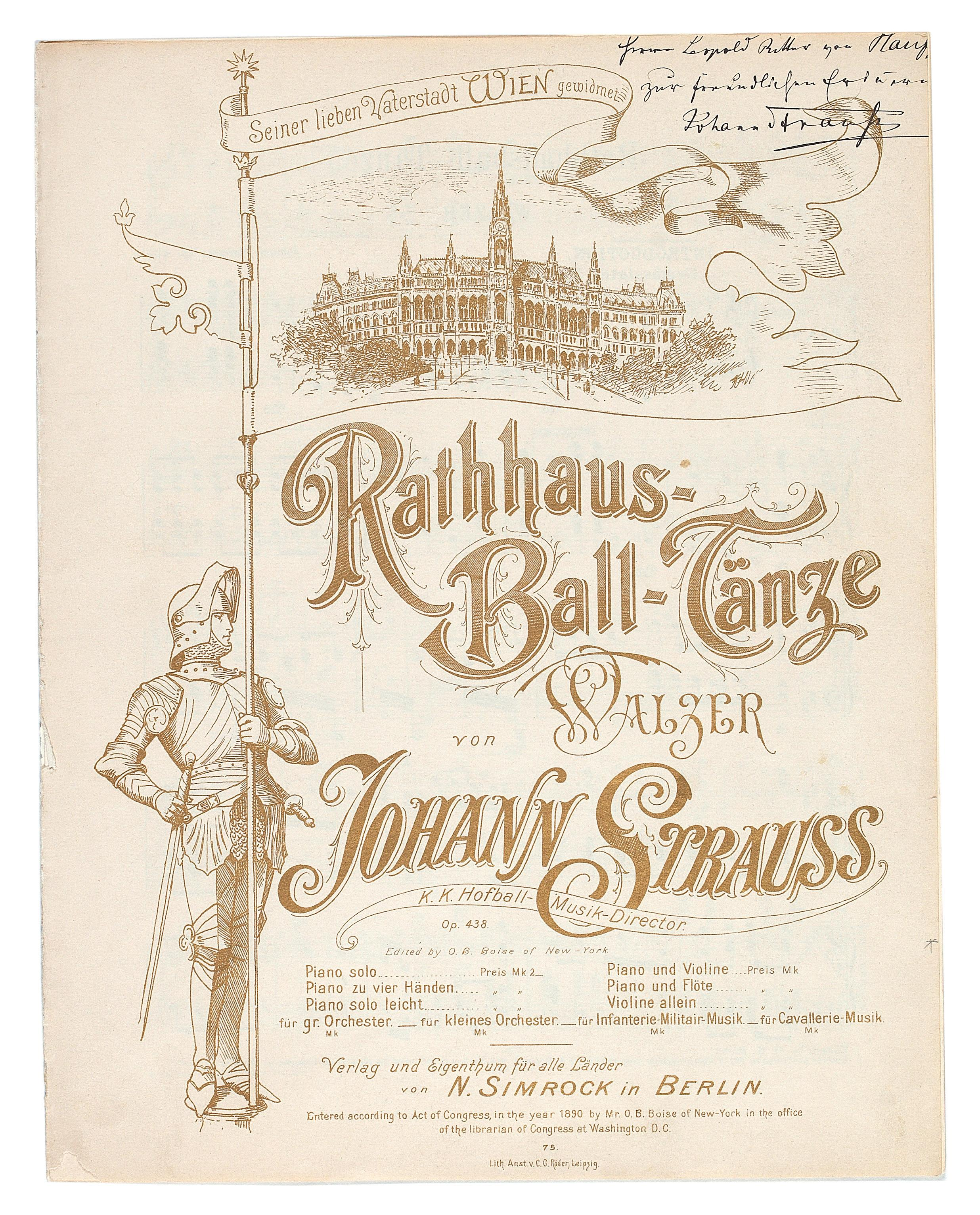
ジムロック社から出版された楽譜表紙

1890年2月12日、落成して8年が経ったウィーン市庁舎において初めての舞踏会が催されることになり、2つの楽団が出演することになった。エドゥアルト・シュトラウス1世が率いるシュトラウス管弦楽団と、カール・ミヒャエル・ツィーラーが率いるウィーン第4連隊、いわゆる「ドイチュマイスター」であった。
シュトラウス2世とツィーラーは、それぞれこの舞踏会のために新しいワルツを用意した。前者は『美しく青きドナウ』の旋律で始まる『市庁舎舞踏会』、後者は『ウィーン市民』であった。なお、人々が軍配を挙げたのは『ウィーン市民』のほうだったという。

## 関連作品
- ワルツ『ウィーン市民』：カール・ミヒャエル・ツィーラーが作曲したワルツ。